# Салтиково (Земетчинський район)
Салтико́во (рос. Салтыково) — село у складі Земетчинського району Пензенської області, Росія.
Населення — 812 осіб (2010; 925 у 2002).
Національний склад станом на 2002 рік:
- росіяни — 98 %